# Panelus mendeli
Panelus mendeli är en skalbaggsart som beskrevs av Ochi, Kon och Barclay 2009. Panelus mendeli ingår i släktet Panelus och familjen bladhorningar. Inga underarter finns listade i Catalogue of Life.